# Krotopos
Krotopos (altgriechisch Κρότωπος Krótōpos) war in der griechischen Mythologie der Sohn des Agenor. Er wurde nach Iasos, dem Bruder seines Vaters, König von Argos. Er war der Vater von Sthenelas und der Psamathe. 
Psamathe war von Apollon schwanger und gebar ein Kind. Da sie es vor ihrem Vater verheimlichen wollte, setzte sie es aus. Die Hütehunde der Herden des Krotopos fanden das Kind und töteten es. Deshalb schickte Apollon die Poine (ein Rachegeist), welche die Kinder den Argivern entriss. Koroibos, der megarische Heros, kam zu Hilfe und tötete die Poine. Doch danach suchte die Pest Argos heim.
Nach Krotopos’ Tod wurde er in Argos begraben, noch Pausanias wurde das Grab dort gezeigt. Sein Sohn Sthenelas bestieg nach ihm den Thron.